# Hell-Born
Gli Hell-Born sono un gruppo black metal ceco/polacco. fondato da Adam Muraszko (ex Behemoth) e Leszek Dziegielewski nel 1996.

## Storia
La band si è formata nel 1996 a Sopot, su iniziativa di Adam Muraszko (basso, voce), già membro della blackened death metal band Behemoth. Muraszko subito invitò l'amico Leszek Dziegielewski (chitarra), già membro dei Damnation.
Il duo adottò gli pseudonimi "Baal" e "Les", rispettivamente, e registrarono un EP omonimo, pubblicato lo stesso anno da Pagan Records; in questa pubblicazione Baal non suona il basso (eseguito invece da Les, così come le chitarre), ma la voce e la batteria. Nel 2000 il duo recluta Jacek "Jeff" Kubiak come bassista, pubblicando l'anno successivo il primo full-length, Hellblast. Nel 2002 la band rilascia il secondo album, The Call of Megiddo, il primo sotto Conquer Records: l'album vede il passaggio di Muraszko da batteria/voce a basso/voce (oltre che dallo pseudonimo "Baal" a "Baal Ravenlock", già usato negli anni di militanza nei Behemoth); il ruolo di batterista passa alla new entry Sebastian "Basti" Łuszczek (reclutato alla fine del 2001), mentre Jeff passa alla chitarra ritmica. Nel 2003 Basti lascia la band, venendo sostituito da Krzysztof "Mały" Jankowski; quello stesso anno venne pubblicato il terzo album, Legacy of the Nephilim.
All'inizio del 2006 Mały lasciò la band. Per registrare il nuovo album venne ingaggiato Necrolucas; Cursed Infernal Steel fu pubblicato pochi mesi più tardi. Seguì un tour promozionale durato l'intero anno, con Hermh, Blindead e Massemord come gruppi-spalla. Il tour culminò con un'esibizione al Night of Armageddon di Białymstoku, alla quale partecipò Zbigniew "Inferno" Promiński (sostituto di Muraszko alla batteria nei Behemoth) come ospite speciale.
Alla fine del 2006 Necrolucas lasciò la band, venendo sostituito da Paweł "Paul" Jaroszewicz. Con la nuova formazione la band entrò in studio di registrazione per il suo quinto album, Darkness. Vari litigi interni rallentarono il processo, e portarono al momentaneo allontanamento del chitarrista Jacek Kubiak (il quale non si esibì più con la band fino al 2008, pur non avendo ufficialmente lasciato la band), e all'ingaggio di Krystian Wojdas. Alla fine l'album fu pubblicato da Witching Hour Productions l'8 dicembre 2008. Seguì un nuovo tour per promuovere l'album, tour che vide il ritorno nella line-up dal vivo di Kubiak.

## Formazione

### Formazione attuale
- Adam "Baal Ravenlock" Muraszko – voce (1996-presente), basso (2001-presente), batteria (1996-2001)
- Leszek "Les" Dziegielewski – chitarra solista, cori (1996-2006, 2008-presente), chitarra ritmica (2006-2008)
- Jacek "Jeff" Kubiak – chitarra ritmica, cori (2001-2006, 2008-presente), basso (2000-2001)
- Paweł "Paul" Jaroszewicz - batteria (2006 - presente)

### Ex componenti
- Sebastian "Basti" Łuszczek - batteria (2001-2003)
- Krzysztof "Mały" Jankowski – batteria (2003-2006)
- Necrolucas – batteria (2006)
- Krystian "Dino" Wojdas – chitarra solista (2006-2008)

## Discografia
Album
- Hellblast (2001)
- The Call of Megiddo (2002)
- Legacy of the Nephilim (2003)
- Cursed Infernal Steel (2006)
- Darkness (2008)
- Natas Liah (2021)

EP
- Hell-Born (1996)

Split
- Hellbound Hearts (2019, con gli Offence)